# Ágota Dimén
Ágota Dimén (* 1985 in Siebenbürgen) ist eine Schauspielerin und Komikerin. Sie wurde in Siebenbürgen geboren und lebt und arbeitet in der Schweiz.
Dimén studierte von 2004 bis 2005 an der Universität für Theater in Târgu Mureș in Rumänien unter István Szentgyörgyi im Hauptfach Schauspiel und Puppentheater, später Schauspiel an der Zürcher Hochschule der Künste (Bachelor und Master, Vertiefung Schauspiel) und schloss 2013 ab. Sie spricht fließend Ungarisch, Rumänisch (Muttersprachen), Deutsch und Englisch.
Bekannt wurde Dimén durch ihre Stand-up-Auftritte und durch ihre TV-Präsenz. Von Januar 2017 bis Dezember 2018 war sie als Sidekick von Dominic Deville in der Deville Late Night Show zu sehen. 2017 veröffentlichte sie ihr erstes abendfüllendes Comedy-Programm Sensation! Sackgasse.
Dimén spielte in diversen Kurzfilmen, Theaterstücken und Performances mit.